# House of Dracula
House of Dracula és una pel·lícula de terror estatunidenca de 1945 estrenada i distribuïda per Universal Pictures. Dirigida per Erle C. Kenton, la pel·lícula presenta diverses propietats d'Horror Universal reunides com ho havien fet a la pel·lícula de 1944 House of Frankenstein. La pel·lícula està ambientada a la casa del castell del doctor Franz Edelmann, que rep la visita primer del comte Dràcula i més tard de Larry Talbot, l'home llop, que estan tractant de curar el seu vampirisme i licantropia, respectivament. Talbot finalment es cura, cosa que el porta a descobrir el cos del monstre de Frankenstein en una cova sota la base del castell. Edelemann porta el cos del monstre de tornada al seu laboratori, però descobreix que el comte Dràcula s'ha despertat i en atacar els seus ajudants, captura a Edelmann i obliga a una transfusió de sang inversa, la qual cosa li dona a Edelmann una personalitat dividida i el converteix en un assassí.
La pel·lícula es va desenvolupar inicialment amb el títol Wolf Man vs. Dracula serà dirigida per Ford Beebe amb Bela Lugosi repetint el seu paper de comte Dràcula. Després que l'actor Boris Karloff tornés per un acord de dues pel·lícules amb Universal i diverses sol·licituds de la junta de censura, la pel·lícula va quedar en suspens durant gairebé sis mesos. House of Dracula va entrar en producció dirigida per Kenton amb un guió d'Edward T. Lowe, que va agafar elements del guió de Wolf Man vs. Dracula mentre afegeix el monstre de Frankenstein a la trama. Molts membres del repartiment i de la tripulació van tornar de House of Frankenstein, inclòs John Carradine en el paper del comte Dràcula, Glenn Strange com el monstre i Lon Chaney Jr. com a tots dos l'home llop i Larry Talbot. La pel·lícula va entrar en producció el 17 de setembre de 1945 i va acabar el 24 d'octubre. La pel·lícula utilitza grans seccions de música de llargmetratges anteriors d'Universal i metratge, escenaris i accessoris d'altres primeres pel·lícules de terror d'Universal. La pel·lícula es va estrenar el 7 de desembre de 1945. L'historiador Gregory Mank la va descriure com "l'última entrada seriosa de la saga Frankenstein d'Universal. Va rebre crítiques predominantment negatives a les seves primeres projeccions de Nova York, mentre que les revisions retrospectives han estat predominantment tèbies.

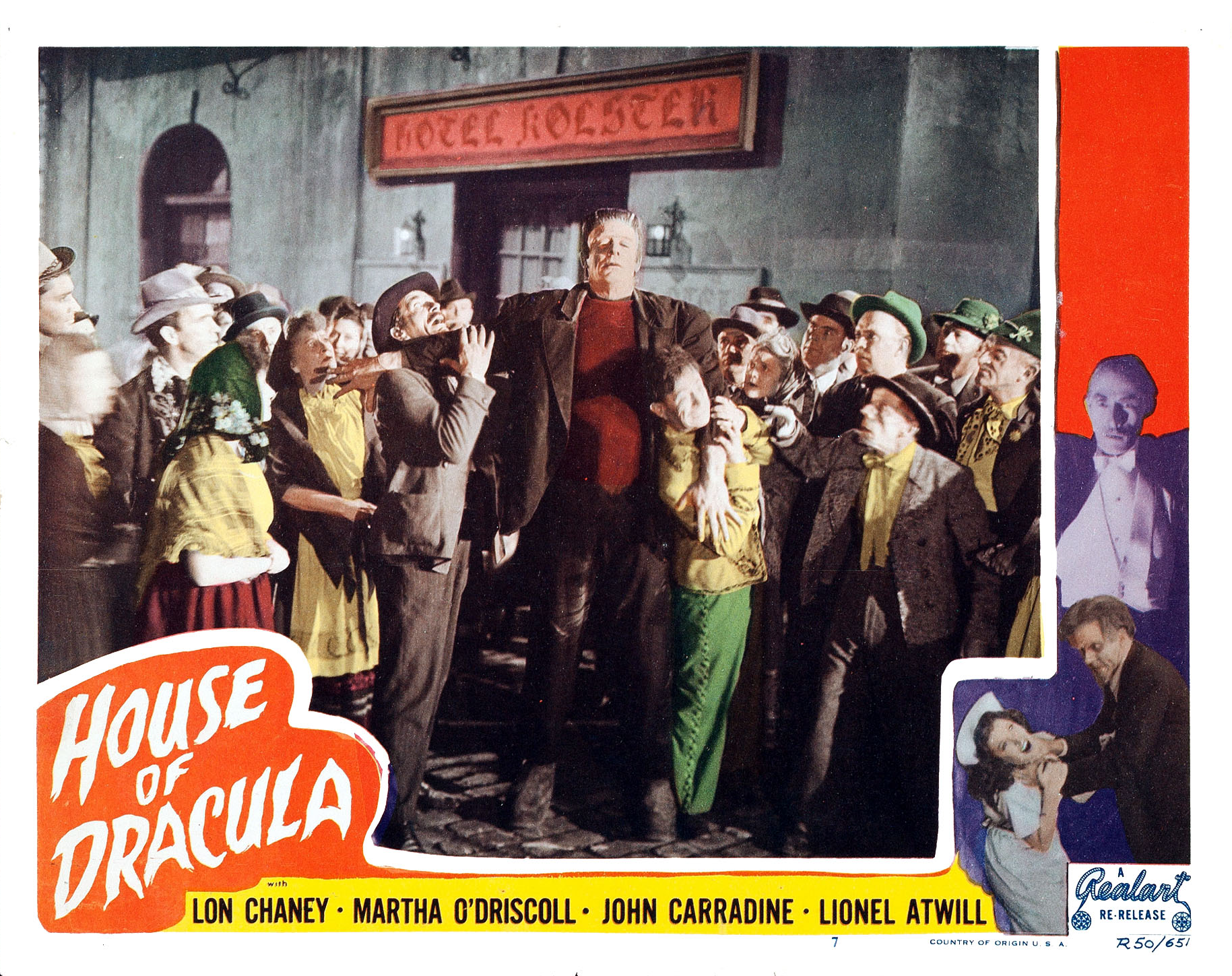
Repartiment de la pel·lícula davant el monstre

## Argument
El comte Dràcula arriba a la casa del castell del doctor Franz Edelmann i explica que ha vingut a Visaria per trobar una cura per al seu vampirisme. El doctor Edelmann accepta ajudar-lo, creient que una sèrie de transfusions de sang el poden curar. El comte n’està d'acord, i el metge utilitza la seva pròpia sang per les transfusions. Després, el comte fa col·locar el seu fèretre al soterrani del castell. Aquella nit, Lawrence Talbot arriba al castell demanant veure el doctor Edelmann sobre una cura per a la seva licantropia. A Talbot se li diu que esperi, però sabent que la lluna s'aixeca, es fa empresonar per la policia. L'inspector Holtz demana al metge que vegi en Talbot i, quan surt la lluna plena, tots dos són testimonis de la seva transformació en l'home llop. Edelmann i la seva ajudant Milizia el fan traslladar al castell l'endemà al matí. El metge li diu que creu que la llum de la lluna no desencadena les transformacions de Talbot; és pressió sobre el cervell. Creu que pot alleujar la pressió i li demana a Talbot que esperi mentre recull més espores d'una planta que creu que el pot curar. Desanimat davant la idea de tornar-se a convertir en l'home llop, en Talbot intenta suïcidar-se saltant a l'oceà, només per acabar en una cova sota el castell.
Edelmann troba Talbot a la cova, on es troben amb el catatònic monstre de Frankenstein, encara agafant l'esquelet de la Dr. Niemann. La humitat de la cova és perfecta per propagar Ramaria formosa, i un túnel natural a la cova connecta amb un soterrani del castell. El doctor Edelmann porta el monstre al seu laboratori, però considera que reviure’l és massa perillós. Mentrestant, el comte intenta seduir la Milizia i convertir-la en vampir, però la Milizia l'allunya amb una creu. El metge interromp per explicar-li que ha trobat anticossos estranys a la sang del comte, que han requerit una altra transfusió. L'assistent d'Edelmann, Nina, fa ombra a la Milizia i descobreix que el comte no projecta cap reflex en un mirall. Ella adverteix a Edelmann del perill del vampir per Milizia. El metge prepara una transfusió que destruirà el vampir. Durant el procediment, el comte utilitza els seus poders hipnòtics per adormir l'Edelmann i la Nina. Inverteix el flux de la transfusió, enviant la seva pròpia sang a les venes del metge. Quan es desperten, el comte s'emporta Miliziaa. Ressusciten Talbot i obliguen el comte amb una creu; Dràcula torna al seu taüt mentre surt el sol. Edelmann el segueix i arrossega el taüt obert a la llum del sol, destruint-lo.
El metge comença a reaccionar davant la sang de Dràcula i descobreix que ja no projecta cap reflex en un mirall. Caunt inconscient, veu estranyes visions d'una versió monstruosa de si mateix realitzant actes indescriptibles. Edelmann es desperta i intenta fer l'operació a Talbot. El metge comença a transformar-se en una personalitat més monstruosa i assassina el seu jardiner. Quan la gent del poble descobreix el cos, persegueixen Edelmann, creient que és Talbot. El segueixen fins al castell, on Holtz i Steinmuhl interroguen a Talbot i Edelmann. Steinmuhl està convençut que el metge és l'assassí i reuneix una multitud per executar-lo. L'operació cura Talbot, però Edelmann torna a convertir-se en el seu jo monstruós. El doctor reviu el monstre de Frankenstein, amb els altres testimonis de la transformació d'Edelmann. Edelmann trenca el coll de la Nina i llença el seu cos a la cova. Holtz i Steinmuhl condueixen la gent del poble al castell, on la policia ataca el monstre, però és sotmès per la criatura. El metge mata Holtz per electrocució accidental, i Talbot mata a trets a Edelmann. Talbot inicia un incendi que atrapa el monstre i la gent del poble fuig del castell en flames. El sostre en flames s'ensorra sobre el monstre.

## Repartiment
Repartiment adaptat del llibre Universal Horrors:
- Lon Chaney Jr. com a Lawrence Stewart Talbot / L’home llop
- John Carradine com a Comte Dràcula
- Martha O'Driscoll com a Milizia Morelle
- Lionel Atwill com a inspector Holtz
- Onslow Stevens com el Dr. Franz Edelmann
- Jane Adams com a Nina
- Ludwig Stössel com a Ziegfried
- Glenn Strange com el monstre de Frankenstein
- Skelton Knaggs com a Steinmuhl

## Producció

### Desenvolupament
La primera notícia d'una continuació de House of Frankenstein (1944) va aparèixer als diaris comercials de Hollywood l'abril de 1944 amb l'anunci d'una pel·lícula titulada Wolf Man vs. Dracula, el guió del qual era molt diferent del de House of Dracula. Bernard Schubert va ser contractat per escriure el guió i va lliurar el seu primer esborrany el 19 de maig. El director de la pel·lícula havia de ser Ford Beebe, que havia treballat en diversos projectes relacionats amb el terror, inclosa la direcció de la sèrie de pel·lícules The Phantom Creeps (1939) i els llargmetratges Night Monster (1942) i The Invisible Man's Revenge (1944), així com la producció de Son of Dracula (1943). Desconegut per a Beebe, l'actor Boris Karloff hi havia acceptat per tornar a Universal Pictures per a un acord de dues pel·lícules, que finalment es va convertir en House of Frankenstein i The Climax (1944). Aquest fitxatge va posar Wolf Man vs. Dracula en espera per centrar-se en House of Frankenstein, que s'havia de rodar el 4 d'abril. Schubert va completar el guió de rodatge final de Wolf Man vs. Dracula datada el 30 de novembre de 1944. El productor de la pel·lícula Paul Malvern va fer-hi talls segons l'ordre de Joseph Breen de la Motion Picture Producers and Distributors Association. El segon esborrany del guió només va tenir petites variacions, però els censors van tornar a sol·licitar diversos retalls més, la qual cosa va provocar la cancel·lació de la producció i el guió s'arxivarà durant gairebé sis mesos. Després de l'estrena de House of Frankenstein, Malvern va contractar el guionista d'aquesta pel·lícula, Edward T. Lowe, per reelaborar el guió de Wolf Man vs. Dracula. El guió de Lowe, titulat Destiny i datat el 13 d'abril de 1945, es va llegir molt més a prop de la pel·lícula final de House of Dracula i ara inclou el monstre de Frankenstein. En aquest moment, Beebe s'havia ocupat amb altres projectes cinematogràfics, de manera que Erle C. Kenton es va fer càrrec de la direcció. Dos dies després, Lowe va oferir el següent tractament, que ara incloïa trets nous com ara que Nina fos geperuda. Lowe va escriure el guió tres vegades més, agafant elements de pel·lícules anteriors, com la reacció violenta a un gat de Werewolf of London. Durant aquestes reescriptures, algú en producció va enviar una nota a Lowe dient-li que "no els agradava el títol Destiny i hauria de ser més com les anteriors pel·lícules de monstres, com House of Frankenstein, què tal canviar el nom a House of Dracula?" Lowe estava treballant per reescriure el guió fins a la vigília de rodar la pel·lícula.
House of Dracula és una continuació de la pel·lícula Hpuse of Frankenstein i va utilitzar gran part de l'equip de la pel·lícula. Lowe és acreditat com el guionistes. Va basar el seu guió en la història no acreditada de George Bricker i Dwight V. Babcock. Tot i ser un seguiment, el guió no explica la resurrecció del comte Dràcula o l'home llop i es trasllada la ubicació de Visaria a un penya-segat a la costa del mar. Elements d'un esborrany anterior d'un guió datat el 20 de setembre de 1945, inclou una escena on Edlemann examina un nen de set anys la cama del qual s'ha curat. Tot i ser tallada, la pel·lícula acabada fa referència a aquesta escena. L’actor John Carradine va comentar que quan es va acabar el guió de la pel·lícula, els soldats tornaven de la Segona Guerra Mundial. Moltes famílies s'enfrontaven a un familiar patiment dels horrors de la guerra. Això va fer que els estudis cinematogràfics "correguessin espantats davant qualsevol tipus de pel·lícula de terror. El públic ara volia musicals i fantasia lleugera. La companyia de terror i monstres del solar es va reduir a la que avui es podria comparar com una telenovel·la o sèrie de televisió setmanal". El 1986, Carradine va dir que Universal als anys quaranta "era com una fàbrica de totes maneres i hi havia poc espai per al talent creatiu quan impedia els guanys de taquilla. L'estudi tenia poc interès a fer pel·lícules de gran pressupost. En realitat va ser molt el contrapunt de la indústria de la televisió [el 1986]". Malvern es va fer ressò d'aquestes declaracions en una entrevista posterior, assenyalant que a la dècada de 1940, l'estructura d'Universal es va establir com a "precursora de la productora de televisió moderna".

### Preproducció

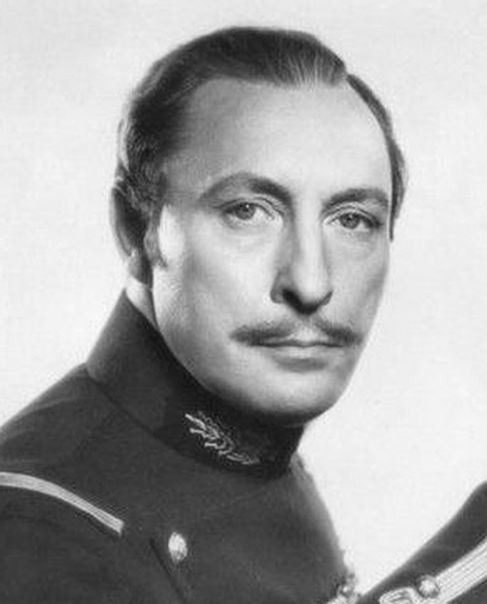
Un perfil de Lionel Atwill amb ell en forma militar i amb bigoti.

La pel·lícula es va anunciar inicialment amb Bela Lugosi repetint el seu paper de Dràcula. Quan se li va preguntar per què Lugosi no actuava a cap de les dues House of Frankenstein o House of Dracula, Malvern va dir que "probablement estava treballant en un estudi diferent […] ara molts actors eren autònoms i els Screen Actor's". Guild s'havia format al voltant de 1937". L'historiador del cinema Gregory William Mank va dir que Lugosi acabava de completar el treball a Genius at Work (1946) i hauria tingut temps d'unir-se al repartiment; aparentment no va rebre cap oferta per al paper. Carradine va retratar Dràcula, repetint el seu paper de House of Frankenstein. Carradine va parlar de la interpretació de Dràcula el 1986: "Em compadeixo de qualsevol que faci el paper", i va afegir "El paper té una maledicció més gran que Hamlet! Doneu al públic Richard III , Othello, El mercader de Venècia i què recordaran? Un vampir!" Carradine va dir que la seva representació de Dràcula havia de ser "el més dolenta possible perquè vaig aprendre fa molt de temps que si volia continuar menjant, els dolents troben una feina més estable que els artistes". Carradine va comentar que el guió va convertir Dràcula en "una mena de dimoni de la droga. En lloc d'existir com el vampir tradicional, ara buscava l'ajuda d'un metge per curar-lo del seu vampirisme mitjançant l'ús de mitjans mèdics", i va afegir "sap que està fent alguna cosa malament i, tanmateix, no pot aturar-ho jo mateix. A l'època de Stoker era més una regressió sexual que no pas les drogues". En aconseguir un actor per al paper del monstre, Malvern va assenyalar: "Lon era l'home llop, Lugosi estava fent fotos a Monogram i Karloff no hauria tornat a interpretar el monstre si hagués significat un milió de dòlars". Glenn Strange va retratar el paper del monstre de Frankenstein tal com ho havia fet ell a House of Frankenstein. Lionel Atwill va signar per interpretar a l'inspector Holtz, la seva cinquena aparició en una pel·lícula d'Universal Frankenstein, després d'interpretar l'inspector Krogh a House of Frankenstein, Son of Frankenstein (1939), l'alcalde a Frankenstein Meets the Wolf Man i l'inspector Arnz a House of Frankenstein. Atwill va morir de càncer de bronquis poc després de rodar House of Dracula.
Martha O'Driscoll va interpretar el paper femení principal de Mililza Morelle, la infermera del doctor Edelmann. Driscoll havia treballat amb Universal des de 1937 a She's Dangerous. Un nou personatge afegit a la sèrie Frankenstein a la pel·lícula va ser Nina, la infermera geperuda, que va ser interpretada per Jane Adams. Adams era una antiga model de Conover que treballava a la ciutat de Nova York amb formació artística. Va conèixer el productor Walter Wanger, que li va demanar que vingués a Hollywood per a una prova de pantalla per Salome Where She Danced (1945). No va aconseguir el paper, però va signar un contracte amb Universal. Adams va creure que va ser la seva mida el que li va fer el paper de Nina: "Només faig 5'3 i crec que aquesta és una de les raons per les quals em vaig dedicar a les pel·lícules de terror, perquè no sóc del tipus de les noies del cor; bastant curta en comparació amb les altres noies que tenien contracte". Adams va dir que li agradava treballar a Universal i fer papers de personatges, trobava "molt agradables" a tothom amb qui treballava. Molts membres de la tripulació de House of Frankenstein van tornar a House of Dracula. Inclosos el productor executiu Joseph Gershenson, el director Erle C. Kenton i el guionista Lowe. Malvern va dir que ell i Kenton "s'havien portat molt bé", i va afegir "[l]e va ser un director que ho va pensar tot i s'assegurava d'aconseguir el pressupost i a temps. No li agradava molt dirigir les pel·lícules d'Abbott i Costello, així que va aconseguir ficar-se a les pel·lícules de monstres". El director de fotografia de la pel·lícula era George Robinson, que havia treballat anteriorment a Son of Frankenstein, Frankenstein Meets the Wolfman, House of Frankenstein i la versió en castellà de Drácula (1931).

### Rodatge
La pel·lícula va començar a produir-se el 17 de setembre de 1945. Una escena en què Glenn Strange s'aixeca de sorres movedisses sostenint l'esquelet del doctor Niemann de House of Frankenstein va ser difícil per a l'actor, que va recordar que feia molt fred. Strange va dir que Chaney li havia ofert una mica d'alcohol que l'escalfava i, després de disparar, es va precipitar al seu vestidor, que tenia un foc rugent. Després de treure's el maquillatge de monstre, Strange va dir que estava "tan enganxat que gairebé no podia aixecar-me. Em vaig escalfar i després em vaig estrenyir. Però crec que [Chaney] gairebé em va salvar la vida aquell dia".
Segons Malvern, el pressupost dels conjunts era de 5.000 dòlars. Per estalviar fusta i claus per a l'esforç bèl·lic, s'havien trobat i es van reutilitzar accessoris i escenografies de pel·lícules com The Invisible Woman i The Mummy's Hand. Diverses escenes de pel·lícules de terror anteriors d'Universal es van reutilitzar a House of Dracula, inclosa la seqüència de somnis que pren parts de 'La núvia de Frankenstein (1935); seqüències del clímax ardent de The Ghost of Frankenstein reapareixen a l'incendi del castell d'Edelmann. La banda sonora de la pel·lícula reutilitza peces de Black Friday, Man-Made Monster, The Wolf Man, The Ghost of Frankenstein, Frankenstein Meets the Wolfman, House of Frankenstein, The Scarlet Claw, i The Invisible Man's Revenge. El rodatge de House of Dracula va acabara el 25 d’octubre.

## Estrena

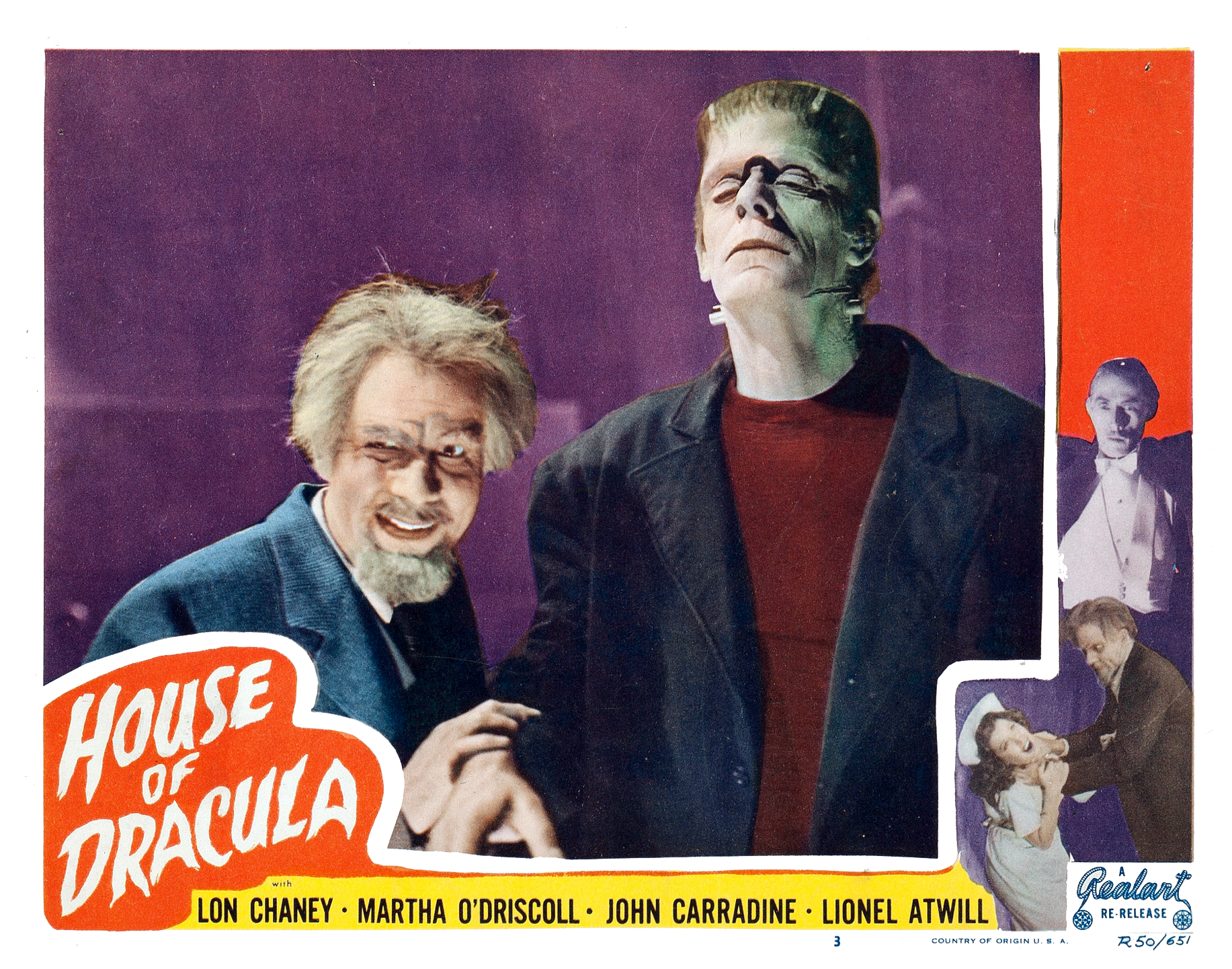
Targeta del vestíbul per a House of Dracula amb Onslow Stevens com el doctor Franz Edelmann després de la transfusió de sang amb el comte Dràcula.

Abans de l'estrena pública, House of Dracula es va veure prèviament a Universal el 28 de novembre de 1945. The Universal Pictures Company va distribuir House of Dracula, que es va inaugurar el 7 de desembre al Rivoli Theatre de Nova York. Més tard es va veure al Rialto Theatre el 21 de desembre. A les projeccions de la pel·lícula a la Costa Oest dels Estats Units, House of Dracula fou exhibida en doble sessió  amb The Daltons Ride Again (1945), un western també protagonitzat per Chaney. El 1946 National Box Office Digest Annual va comptar els guanys de House of Dracula entre 250.000 i 500.000 dòlars el 1945. No va ser la pel·lícula més taquillera d'Universal aquell any, aquest honor va ser per a Lady on a Train (1945) que va recaptar més de 500.000 dòlars. La pel·lícula va tenir un pitjor rendiment econòmic que altres pel·lícules relacionades amb el terror de l'any, com ara The Picture of Dorian Gray (1945), però va guanyar més que la de RKO Isle of the Dead, Els lladres de cossos i Zombies on Broadway.
MCA/Universal va llançar House of Dracula en VHS el 1993. La pel·lícula es va estrenar en DVD el 2004 en un conjunt titulat The Legacy Collection, que també incloïa Drácula  (1931), el castellà Drácula (1931), Dracula's Daughter (1936) i Son of Dracula. La pel·lícula es va estrenar en Blu-ray el 16 de maig de 2017, com a part del conjunt Dracula: Complete Legacy Collection.

## Recepció
En crítiques contemporànies, Jack D. Grant de The Hollywood Reporter va revisar la pel·lícula a la preestrena d'Universal, descrivint-la com mostrant "els àmbits de la pseudo-ciència envaïts de manera interessant", i va afegir: "els procediments esquerps [ se'ls va] donar un ritme constant sota la direcció conscient d'Erle C. Kenton". Grant va assenyalar que " la càrrega més gran de la interpretació se li demana a Onslow Stevens […] realitza les seves tasques amb efectes excel·lents". "Brog". de Variety també va fer un repàs a la projecció del 28 de novembre, comentant que el repartiment fa "treballs generalment de primer nivell" que "s'han convertit més o menys en estàndard", i que "la configuració, la música, la fotografia contribueixen a l'ambient atmosfèric necessari". Mank va assenyalar que als crítics de cinema de Nova York no els agradava la pel·lícula. Otis L. Guernsey, Jr. de The New York Herald-Tribune va trobar que Universal estava "substituint la quantitat per la imaginació", mentre que Dorothy Masters de The New York Daily News va donar a la pel·lícula una qualificació d’1 i mig estrelles, proclamant que està "garantit positivament no espantar els pantalons de ningú" i afegint que "per desgràcia, la pel·lícula tampoc té la capacitat de ser divertida, i sovint és el cas quan el terror sintètic es torna massa estrident". Més crítiques negatives provenen de Harrison's Reports, que la van trobar "més ridícula que aterridora" i afegeix "passen moltes coses, però no hi ha res que sorprengui a ningú". Només una crítica al New York World-Telegram va ser positiva, descrivint la pel·lícula com a molt divertida.
Fora de Nova York, The Motion Picture Herald li va donar una crítica tèbia, que va declarar que "la pel·lícula compleix els requisits per a una pel·lícula de terror satisfactòria", mentre que el Motion Picture Exhibitor va trobar que la pel·lícula tenia "molt suspens, masmorres fosques i actuacions satisfactòries de tot el repartiment". Revisant la doble sessió amb The Daltons Ride Again, Lowell E. Redelings de The Hollywood Citizen-News va declarar que la pel·lícula "no és una tarifa de pel·lícula d'alt pressupost, ni estava pensada per ser-ho. Tot i això, ambdues pel·lícules estan tan ben fetes que aquesta nova factura és un bon entreteniment", i afegeix "si totes les factures dobles fossin tan bones com aquesta, hi hauria poques queixes".
A partir de ressenyes retrospectives, Carlos Clarens va escriure sobre les pel·lícules del Monster Rally al seu llibre An Illustrated History of the Horror Film (1967) resumint que "l'únic encant d'aquestes pel·lícules resideix en els actors contractuals molt competents que els van poblar, retratant gitanos, científics bojos, grans sacerdots luxuriosos, assassins de vampirs o simples arengades vermelles". John Brosnan va escriure al seu llibre The Horror People (1976) que tant House of Dracula com House of Frankenstein eren "curiositats interessants" i que House of Dracula era "la millor de les dues amb un munt d'atmosfera gòtica i alguns moments impressionants que van ajudar a ignorar la trama absurda". Bruce Eder va comentar un llançament de vídeo casolà de la pel·lícula el 1994 trobant que ambdues eren "molt divertits", però "curiosament, House of Dracula, que està farcit amb moltes imatges de pel·lícules anteriors, és la més interessant de les dues", assenyalant la seva premissa més interessant i que les "caracteritzacions eren interessants". i la pel·lícula fa un ús excel·lent de les ombres". Craig Butler de la base de dades de pel·lícules en línia AllMovie va trobar que, tot i que la pel·lícula tenia una premissa interessant, la idea no es va desenvolupar de manera eficient i que "La coincidència és desenfrenada, esborrant encara més la delicada línia de "creïbilitat" que és tan difícil de mantenir en les pel·lícules sobrenaturals". La ressenya va assenyalar que la pel·lícula tenia "molt poc horror", amb una excepció que va ser la "meravellosa seqüència que involucra Dràcula i la seva víctima prevista, aquesta última asseguda al piano i tocant "Moonlight Sonata" mentre el bon comte comença a encantar-la."

## Llegat
Mank descriu House of Dracula com "l'última entrada seriosa de la saga Frankenstein d'Universal". a El 28 de novembre de 1945, Universal es va unir a l'empresari britànic J. Arthur Rank, que va comprar una quarta part dels interessos de l'estudi. El 1946, Universal va reportar un benefici de només 4,6 milions de dòlars. Van respondre eliminant molts actors de la seva llista de contractes. El 31 de juliol de 1946, va començar una fusió oficial. L'empresa, ara anomenada Universal–International, només tenia a Deanna Durbin, Abbott i Costello, Maria Montez i uns quants actors més a la seva nòmina. House of Dracula va ser l'última vegada que el maquillador Jack Pierce va crear el maquillatge de l'home llop, el monstre de Dràcula i Frankenstein, ja que Universal el va llançar el 1947.
Chaney i Strange van aparèixer en diverses pel·lícules i sèries de televisió, incloent-hi la repetició dels papers de Larry Talbot i el monstre de Frankenstein a Abbott and Costello Meet Frankenstein d'Universal-International (1948). Chaney va tornar a aparèixer com un home llop a la producció mexicana La Casa del Terror. Carradine va repetir el paper de Dràcula a l'escenari, la televisió i en diversos llargmetratges de baix pressupost.